# Ерки (село)
Е́рки (укр. Єрки) — село,
Ярмаковский сельский совет, Миргородский район, Полтавская область, Украина.
Код КОАТУУ — 5323289603. Население по переписи 2001 года составляло 466 человек.
В Центральном Государственном Историческом Архиве Украины в городе Киеве есть документы православной церкви за 1750-1794 год.
Село указано на подробной карте Российской Империи и близлежащих заграничных владений 1816 года.

## Географическое положение
Село Ерки находится на правом берегу реки Хорол, выше по течению на расстоянии в 4 км расположен город Миргород, ниже по течению на расстоянии в 3 км расположено село Ярмаки, на противоположном берегу — сёла Гаркушинцы и Рыбальское. Река в этом месте извилистая, образует лиманы, старицы и заболоченные озёра.

## Экономика
- Свинотоварная ферма.

## Объекты социальной сферы
- Школа І-ІІ ст.
- Клуб.о
- Детский сад.
- Дом культуры.
- Фельдшерско-акушерский пункт.
- Больница.
- Спортивная площадка.
- Стадион.

## Достопримечательности
- Братская могила советских воинов.

## Известные люди
- Зубковский, Иван Андреевич (1848–1933) – украинский советский врач, общественный деятель, основатель Миргородского курорта.
- Романовская, Мария Михайловна (1901 – 1983) – украинская советская писательница и сценарист.